# Aldo Bumçi
Aldo Tonin Bumçi, né le 11 juin 1974 à Tirana, est un homme politique albanais, membre du Parti démocrate. Il est ministre du Tourisme, des Affaires culturelles, de la Jeunesse et des Sports du cabinet de Sali Berisha.